# Rémi Ingres
Pour les articles homonymes, voir Ingres (homonymie).
Rémi Ingres, né le 30 juillet 1969 à Paris, est un patineur de vitesse sur piste courte français.
Aux Jeux olympiques de 1992 à Albertville, il termine cinquième du relais sur 5 000 mètres.
Il est médaillé de bronze en relais aux Championnats du monde de patinage de vitesse sur piste courte 1992 à Denver.
Il est sacré champion de France de patinage de vitesse sur piste courte en 1993.